# Glaucidium castanonotum
Glaucidium castanonotum là một loài chim trong họ Strigidae.